# General do Exército (posto soviético)
General-do-exército (em russo:  генерал армии, transl. general armii) foi uma patente da União Soviética que foi estabelecida pela primeira vez em julho de 1940 como uma patente elevada para generais do Exército Vermelho, inferior apenas ao Marechal da União Soviética. Nos 51 anos seguintes a União Soviética criou 133 generais-do-exército, 32 dos quais foram posteriormente promovidos ao posto de marechal da União Soviética. É uma contraparte direta da patente de "General do Exército" da Federação Russa.

## Antecedentes
Em 16 de janeiro de 1919, o Exército Vermelho dos Operários e Camponeses (RKKA) adotou títulos de posição "revolucionários" no lugar dos postos militares formais. Estas novas posições eram indicadas por insígnias de posto nas mangas (as quais foram substituídas por insígnias de gola em 20 de junho de 1924), substituindo as impopulares dragonas imperiais pogoni. Novos postos e títulos foram introduzidos em 3 de dezembro de 1935 para as armas de combate. Os oficiais foram coletivamente designados "comandantes" e os suboficiais como "subcomandantes". Os oficiais-generais e suboficiais mantiveram os títulos pré-1935, enquanto os oficiais de campanha e oficiais subalternos agora tinham títulos militares e os soldados passaram a ser designados Krasnoarmeyets ("Soldado do Exército Vermelho"). O posto de Marechal da União Soviética foi estabelecido em 22 de setembro de 1935, com cinco oficiais-generais sendo promovidos: Semion Budionny, Vasili Blyukher, Mikhail Tukhachevsky, Kliment Vorochilov e Alexander Yegorov.
Abaixo do posto de marechal foi criado o posto de Komandarm 1-go ranga ("Comandante 1º posto"), identificado pela insígnias de gola romboides em vermelho-escarlate da infantaria com debruagem dourada, com quatro diamantes vermelhos e uma estrela dourada de 22mm; com a divisa de manga contendo uma insígnia dourada de 3cm de largura encimada por uma estrela dourada, sendo esta divisa de 6cm no sobretudo e de 5cm na túnica e camisa de campanha.

Os títulos e insígnias de posto foram modificados em 1940 para as armas de combate. Os oficiais-generais sofreram essa mudança em 13 de julho de 1940. O Comandante 1º posto foi renomeado General Armii ("General-do-Exército"), com uma nova insígnia de gola vermelha debruada em ouro, com cinco estrelas de metal dourado de 20mm de diâmetro. A manga tinha uma estrela dourada de 54mm com debrum vermelho de 2mm, acima de divisas vermelhas de 10mm de profundidade, douradas de 32mm e vermelhas de 3mm. Este novo posto, assim como o de Marechal, não era ocupado nas tropas de fronteira e do interior do NKVD. A maior formação estratégica soviética nesse período era a Frente (Front), equivalente ao grupo de exércitos ocidental, e era comandada por um oficial-general do posto General-do-Exército a Major-General.

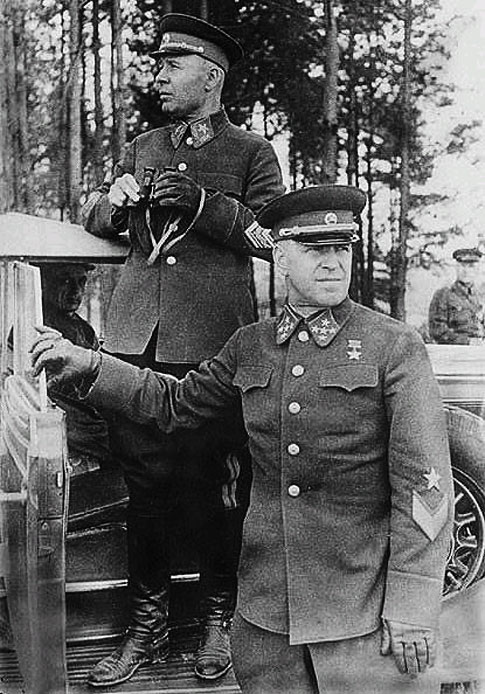
O então General-do-Exército Georgy Zhukov com o Marechal Semion Timoshenko durante manobras no Distrito Militar de Kiev, em 1940.
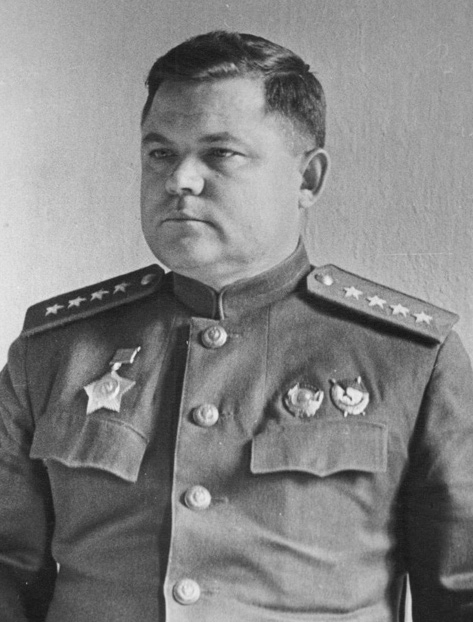
O General-do-Exército Nikolai Vatutin com as dragonas de quatro estrelas, 1943-1944.
Estrela de Marechal.

## Promoção
A patente era geralmente atribuída a oficiais superiores do Ministério da Defesa e do Estado-Maior, e também a comandantes de distritos militares meritórios. A partir da década de 1970, também foi frequentemente entregue aos chefes da KGB e do Ministério do Interior.
Os generais-do-exército soviéticos incluem Ivan Chernyakhovsky (o mais jovem comandante de frente soviético da Segunda Guerra Mundial, morto na Prússia Oriental), Aleksei Antonov (chefe do Estado-Maior Geral nos estágios finais da Segunda Guerra Mundial, condecorado com a Ordem da Vitória), Issa Pliyev (um comandante da Segunda Guerra Mundial nascido na Ossétia que desempenhou um papel importante na crise dos mísseis cubanos) e Yuri Andropov (que ocupou o posto de chefe da KGB).
A patente soviética de general-do-exército é equivalente às patentes de General do Reino Unido e dos Estados Unidos. Os sistemas de classificação soviéticos e russos atuais também têm uma patente de marechal.
A patente naval correspondente é almirante-da-frota, que tem sido usada tanto na marinha soviética quanto na russa, embora seja conferida muito mais raramente. O general-do-exército foi usado para a infantaria e os fuzileiros navais, mas na força aérea, artilharia, tropas blindadas, tropas de engenheiros e tropas de comunicação foram usadas as patentes de marechal de arma e marechal-chefe de arma.

## Versões da insígnia de posto
| Título                                   | Exército Vermelho da URSS       | Exército Vermelho da URSS       | Exército Vermelho da URSS       | Exército Vermelho da URSS                           | Exército Soviético / Forças Armadas Soviéticas | Exército Soviético / Forças Armadas Soviéticas | Exército Soviético / Forças Armadas Soviéticas | Exército Soviético / Forças Armadas Soviéticas |
| ---------------------------------------- | ------------------------------- | ------------------------------- | ------------------------------- | --------------------------------------------------- | ---------------------------------------------- | ---------------------------------------------- | ---------------------------------------------- | ---------------------------------------------- |
| Insígnia de gola Divisa da manga Dragona |                                 |                                 |                                 |                                                     |                                                |                                                |                                                |                                                |
| Descrição                                | Comandante 1º posto (1935-1940) | Comandante 1º posto (1935-1940) | Comandante 1º posto (1935-1940) | Insígnia de gola do uniforme de serviço (1940-1943) | Dragona do uniforme de campanha (1943-1955)    | Dragona do uniforme de gala (1943-1955)        | Dragona do uniforme de gala (1955-1974)        | Dragona do uniforme de gala (1974-1991)        |